# Leopold Šlik z Holíče a Pasounu
Leopold Antonín Josef hrabě Šlik z Holíče a Pasounu (německy Leopold Anton Joseph Schlik zu Bassano und Weißkirchen; (10. června 1663 Ostrov – 10. dubna 1723 Praha) byl příslušník kopidlanské větve šlechtického rodu Šliků a císařský generální válečný komisař, vyslanec, polní maršál a nejvyšší kancléř Českého království v době války o španělské dědictví.

## Původ
Mezi jeho předky patřili Jindřich Šlik z Holíče a Pasounu, předseda dvorské válečné rady z let 1644 až 1648.
Narodil se jako syn Františka Arnošta Šlika (po 1623 – 16. srpen 1675) a jeho druhé manželky Heleny (Ester Maxmiliany) z Drahotuš (Traudischové; † 1700). Otec měl z prvního manželství s Markétou Ungnádovou ze Suneku syna Františka Josefa, který se v roce 1675 stal dědicem majorátu a Leopolda přežil o 17 let. Matka Helena se po smrti manžela podruhé provdala za Františka Taafeho z Carlingfordu z irského šlechtického rodu, s jehož kyrysnickým plukem se Leopold zúčastnil obléhání Nových Zámků a Ostřihomi, a tak patrně začala jeho válečnická kariéra.

## Život a kariéra
Na počátku října 1698 do 26. ledna 1699 zastupoval generálmajor Šlik s Wolfgangem z Oettingen-Wallersteinu císaře Leopolda I. při karlovických mírových jednáních. Šlik se řadil mezi válečné vítěze v jižních Uhrách, a získal panství na uherských nově získaných (neoacquistánských) územích od Neoacquistánské komise. V roce 1712 byl jmenován nejvyšším českým kancléřem a v roce 1721 rytířem Řádu zlatého rouna. Jeho politickým protivníkem byl princ Evžen Savojský. Jako nejvyšší kancléř Českého království měl na starost přípravy korunovace Karla VI. na českého krále v roce 1723, ale slavnosti se nedožil.

## Smrt a náhrobek

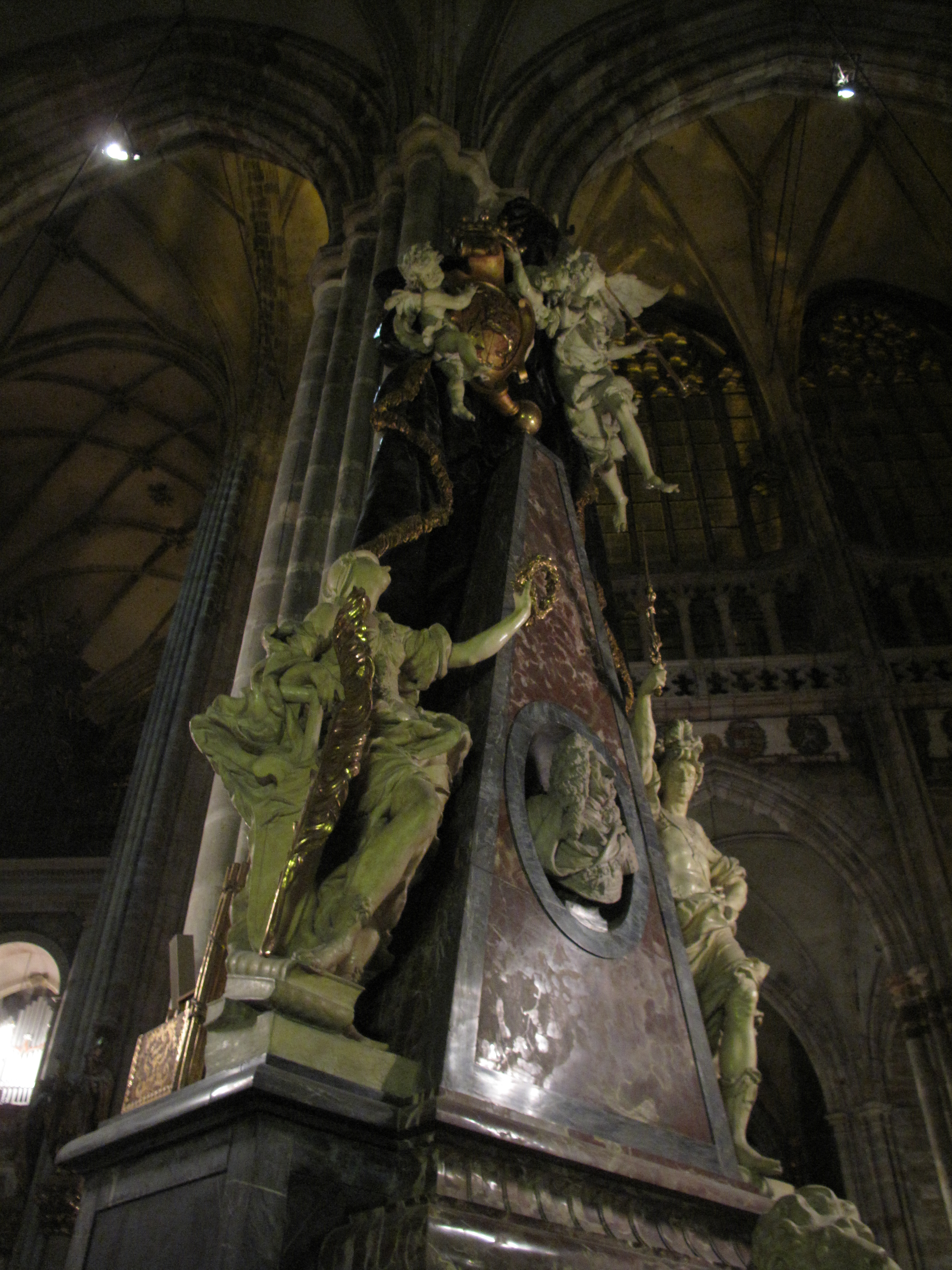
Šlikův náhrobek v katedrále sv. Víta

Zemřel v Praze na krvácení do mozku a byl pochován v katedrále sv. Víta na Pražském hradě.
Jeho pyramidální náhrobek vytvořil v letech 1723–1725 František Maxmilián Kaňka (1674–1766) podle konceptu Konráda Adolfa von Albrecht nebo Josefa Emanuela Fischera z Erlachu (1693–1742),[zdroj?] autorem sochařské výzdoby náhrobku byl Matyáš Bernard Braun (1684–1738), na náhrobku pracovali také kameníci Domenico Antonio Rappa a Johann Ulrich Mannes, štukatér Tommaso Soldatti, umělé mramorování vytvořil Wilhelm Hennevogel a v neposlední řadě povrch upravil a pozlatil štafíř Johann Christoph Pauer.
Vybudování náhrobku inicioval a financoval císař Karel VI. Zprostředkovatelem byl prezident vídeňského dvorního stavebního úřadu Gundakar z Althannu (1665–1747).
Náhrobek se skládá z třech částí a je asi 9,20 metrů vysoký. Na konkávně vyklenutém soklu z tmavého mramoru je oslavný nápis a po stranách stojí dvě vázy. Střední část tvoří tumba z červeného mramoru, strany zdobí dvě zlacené olejové lampy a před tumbou leží heraldický lev, který v tlapě drží pozlacený zlomený meč, symbol smrti. Horní, sochařsky nejbohatší část tvoří červený obelisk, v jehož středu je oválný výklenek s mramorovou portrétní bustou zemřelého. Obelisk i výklenek jsou orámovány šedým mramorem. Na vrcholu obelisku je pozlacená koule, symbol věčnosti. Po straně obelisku vlevo stojí pískovcová socha bohyně moudrosti Minervy, která vavřínovým věncem korunuje zemřelého, a analogicky k tomu vpravo stojí dřevěná socha boha války Marta. Tyto dvě sochy připomínají Šlikovu úřednickou a vojenskou kariéru. Nad obeliskem vpravo se vznáší dřevěná socha okřídlené bohyně slávy Fáma, která hlásá slávu rodu, zatímco vlevo drží dvojice andílků šlikovský erb s korunkou. Pozadí obelisku tvoří zlatem lemovaná černá draperie.
Na podstavci je dlouhý latinský nápis: HIC ILLVSTRISSIMI AC EXCELLENTISSIMI LEOPOLDI IOSEPHI SCHLIK S. R. I. COMITIS DE BASSAN ET WEISKIRK // LEOPOLDO, IOSEPHO, CAROLO, IMPERATORIBVS, ET REGIBVS // AB EQUESTRI AUREI VELLERIS ORDINE A CVBICVLO AUGVSTI , ET A PENITIORIBUS AULAE CONSILIIS, // GENERALIS IN CAMPO MARESCHALLI, SVPREMI IN INCLYTO BOHEMIAE REGNO CANCELLARII // ANNO MDCCXXIII PRAGAE SAECULARI MAGNO AETATIS SVAE LXI VINDOBOINAE VI. IDVS APRILIS DEMORTUI // OSSA PATRIO SOLO RESTITVTA SVB MONIMENTO A PIENTISSIMA VIDUA, NATA COMITISSA DE WRATISLAW POSITO CONDITA SVNTO // MIRARE DIVERSOS IN VIRO UNICO A CASTRIS ET PALATIO HONORUM TITVLOS, BIFARIA VIRTUTIS CONCORDIA ORTOS, // RARUS MARTIS ET MINERVAE PARTUS CNACELLARIUS MILES, // CUIUS GLADIO ERUDITA AC CALAMO ARMATA MANUS UTROBIQVE DEXTRA, DVPLICEM IN ARENAM APTA // DEBELLATO CHRISTIANORVM HOSTE CARLOWITZII CADUCEATOREM SE SUBSIGNARE // REPETITIS HINC MILITIAE ILLINC LEGATIONUM EXPEDITIONIBUS INSTRUCTO STATUUM MEDIOLANENSI, GESTO GENERALIS COMISSARIII BELLICI MVNERE // REGIO TANDEM CANCELLARIAE BOHEMICAE SIGILLO QVASI SUO UTI PROMERUIT VERUS INTER LEGES LYCVRGVS MERITIS PRO MORE PROSAPIAE SAGO ET TOGA TERNO ITERUM SUB REGNO CAESARVM CVMVLATIS OPTIMO MORTIS GENERE DECESSIT PROMOTO MEMORABILI OPERE POSTHUMO NEGOTIORUM FINEM EXORNANTE, // GEMINA HAC IN BASILICA SOLENNI CAROLI ET ELISAE REGIA INAUGVRATIONE.

## Majetek
Vlastnil Vokšice (1689 prodal bratrovi Františku Josefovi), Radim, Žabonosy u Kouřimi. Do roku 1697 vlastnil předměstský palác u Vídně v Josefstadtu, který vybudoval barokní architekt Johann Bernhard Fischer z Erlachu (1656–1723), a další rezidenci v Laxenburgu.

## Rodina
Hrabě Šlik se oženil dvakrát. Nejprve 12. července 1687 s Klárou Rozálií z Kounic († 1693), vdovou po Jaroslavu Bernardovi z Martinic, a podruhé 6. února 1695 s Marií Josefou Vratislavovou, sestrou předchozího nejvyššího kancléře Jana Václava Vratislava z Mitrovic. Narodily se mu následující děti:
- 1. [z 1. manž.] Josefa Marie Anna (asi 1690 – 2. 2. 1728 Znojmo)
  - ∞ (1711) Karel Josef Raduit de Souches (10. 8. 1684 – 22. 12. 1736 Vídeň)
- 2. [z 2. manž.] František Josef Jindřich I. (28. 2. 1696 – 9. 1. 1766)
  - ∞ (18. 7. 1723 Praha) Marie Eleonora (nebo Eleonora Lucie[14]) z Trauttmansdorffu († 12. 3. 1769), jejich děti:
    - 1. František Josef (1724–1724)
    - 2. Marie Anna (4. 12. 1725 – 4. 9. 1781)
      - ∞ Alois Hager von Allensteig

    - 3. Leopold Jindřich František (29. 6. 1729 Vídeň – 26. 6. 1770)
      - ∞ (29. 1. 1754 Vídeň) Marie Antonie z Frankenbergu a Ludwigsdorfu (2. 1. 1728 – 14. 8. 1794 Vídeň)

    - 4. Jindřiška (Henriette, 1734–1736)
    - 5. Marie Franziska (* 2. 10. 1738)
    - 6. Marie Vilemína (* asi 8. 12. 1739)
- 3. [z 2. manž.] Marie Josefa Filipina (24. 10. 1705 nebo 1708 – 10. 1. 1737[15] nebo 3. 3. 1761[16])
  - ∞ (29. 4. 1723) Mikuláš Pálffy z Erdödu (24. 10. 1699 – 29. 1. 1734)

Syn a dědic František Jindřich byl císařským komořím (1710), od roku 1720 pracoval v české dvorské kanceláři jako dvorní rada, v roce 1723 byl císařem Karlem VI. pasován na svatováclavského rytíře, byl také tajným radou (1738), skutečným tajným radou (1742) a nejvyšším zemským maršálkem Českého království (1741–1746).